# Mezinárodní letiště Minneapolis-Saint Paul
Minneapolis-Saint Paul International Airport (IATA: MSP, ICAO: KMSP, FAA LID: MSP) je mezinárodní letiště mezi sousedními městy Minneapolis a Saint Paul v Minnesotě. Je to největší a nejvytíženější letiště horního středozápadu USA zahrnujícího státy Minnesota, Iowa, Jižní Dakota, Severní Dakota a Wisconsin. Z hlediska počtu cestujících je letiště patnáctým největším v USA a třicátým největším na světě.Protože letiště je civilní i vojenské, nachází se zde základna US Air Force.
Je třetím největším uzlem Delta Air Lines, která zajišťuje 80 procent výkonů osobní letecké dopravy. Zbytek osobní dopravy zajišťují převážně společnosti Compass Airlines, Pinnacle Airlines a Sun Country Airlines.

## Historie

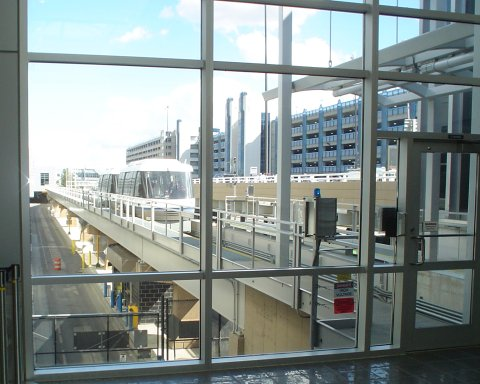
Terminály jsou propojeny systémem lehkého metra

Plocha současného letiště byla před rokem 1921 závodním okruhem a po jeho krachu se skupina leteckých nadšenců, podporovaných místními institucemi rozhodla používat plochu jako letiště.
V roce 1944 bylo letiště přejmenováno na Minneapolis-St. Paul Metropolitan Airport/Wold-Chamberlain Field a od roku 1948 existuje pod svým nynějším názvem. Hlavní terminál Charlese Linbergha byl postaven v roce 1962. V roce 1970 zde byl natočen film Letiště. Menší terminál Herberta Humphreyho byl postaven v roce 2001.

## Terminály
Letiště má dva terminály, oba jsou pojmenovány po slavných lidech z Minnesoty. Lindbergh Terminal má název podle letce Charlese Lindbergha a menší Humphrey terminal podle bývalého viceprezidenta USA Huberta Humphreyho. Humphrey terminal využívají většinou charterové a nízkonákladové společnosti. Kapacitní rozšíření obou terminálů a téměř zdvojnásobení jejich kapacity je plánováno do roku 2020.

## Statistika
| Pořadí | Letiště                             | Počet cestujících | Hlavní letecké společnosti |
| ------ | ----------------------------------- | ----------------- | -------------------------- |
| 1      | Amsterdam, Nizozemsko               | 444 109           | Delta                      |
| 2      | Tokio Narita, Japonsko              | 256 299           | Delta                      |
| 3      | Cancún, Mexiko                      | 185 939           | Delta, Sun Country         |
| 4      | Toronto, Kanada                     | 169 113           | Air Canada, Delta          |
| 5      | Winnipeg, Kanada                    | 164,123           | Delta                      |
| 6      | Calgary, Kanada                     | 147 677           | Delta                      |
| 7      | Vancouver, Kanada                   | 145 815           | Delta                      |
| 8      | Edmonton, Kanada                    | 139 656           | Delta                      |
| 9      | Londýn Heathrow, Spojené království | 132 383           | Delta                      |
| 10     | Paríž Charles de Gaulle, Francie    | 86 331            | Delta                      |

| Pořadí | Letiště                    | Počet cestujících | Hlavní letecké společnosti                |
| ------ | -------------------------- | ----------------- | ----------------------------------------- |
| 1      | Denver, Colorado           | 774 000           | Delta, Frontier, Southwest, United        |
| 2      | Atlanta, Georgie           | 761 000           | Southwest, Delta                          |
| 3      | Chicago (O'Hare), Illinois | 717 000           | American, Delta, United                   |
| 4      | Phoenix, Arizona           | 625 000           | Delta, Southwest, Sun Country, US Airways |
| 5      | Seattle, Washington        | 498 000           | Alaska, Delta, Sun Country                |
| 6      | Los Angeles, Kalifornie    | 415 000           | Delta, Sun Country                        |
| 7      | Las Vegas, Nevada          | 396 000           | Delta, Sun Country                        |
| 8      | Chicago (Midway), Illinois | 394 000           | Delta, Southwest                          |
| 9      | Detroit, Michigan          | 383 000           | Delta                                     |
| 10     | Milwaukee, Wisconsin       | 379 000           | Southwest, Delta                          |